# Clayton Douglass Buck

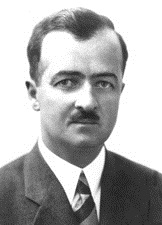

Clayton Douglass Buck, Sr. (ur. 21 marca 1890 w rodzinnej posiadłości Buena Vista w Hrabstwie New Castle w stanie Delaware, zm. 27 stycznia 1965 tamże) – amerykański polityk, działacz Partii Republikańskiej, inżynier, zięć polityka Thomas Colemana du Ponta.
Walczył w I wojnie światowej. Od 1929 do 1937 pełnił funkcję gubernatora Delaware. W latach 1943–1949 był senatorem 2. klasy ze stanu Delaware.
Poślubił Alice du Pont. Para miała dwoje dzieci.